# ديف موني
ديف موني (بالإنجليزية: Dave Mooney)‏ (30 أكتوبر 1984 بدبلن في جمهورية أيرلندا - ) هو لاعب كرة قدم أيرلندي في مركز الهجوم. شارك مع منتخب جمهورية أيرلندا تحت 23 سنة لكرة القدم ‏. أما مع النوادي، فقد لعب مع تشارلتون أثلتيك وستوكبورت كونتي وكولتشستر يونايتد ونادي ريدنغ ونادي ساوثيند يونايتد ونادي شامروك روفرز ونادي كورك سيتي ونادي ليتون أورينت ونورويتش سيتي ولونغفورد تاون ‏.

## وصلات خارجية
- ديف موني على موقع قاعدة بيانات كرة القدم.إي يو (الإنجليزية)
- ديف موني على موقع Soccerbase.com (لاعب) (الإنجليزية)